# Célestin Tunda Yakasende
 (mai 2024).
Célestin Tunda Yakasende est un homme politique congolais,.  Il a été ministre de la Justice, garde des sceaux de la république démocratique du Congo, sous le gouvernement Ilunga de septembre 2019 à avril 2021, ainsi que député. Il est membre de l'Union pour la démocratie et le progrès social,.